# Municipio de Augusta (Kansas)
El municipio de Augusta (en inglés: Augusta Township) es un municipio ubicado en el condado de Butler en el estado estadounidense de Kansas. En el año 2010 tenía una población de 1371 habitantes y una densidad poblacional de 16,48 personas por km².

## Geografía
El municipio de Augusta se encuentra ubicado en las coordenadas 37°41′29″N 96°59′32″O / 37.69139, -96.99222. Según la Oficina del Censo de los Estados Unidos, el municipio tiene una superficie total de 83.19 km², de la cual 82,73 km² corresponden a tierra firme y (0,54 %) 0,45 km² es agua.

## Demografía
Según el censo de 2010, había 1371 personas residiendo en el municipio de Augusta. La densidad de población era de 16,48 hab./km². De los 1371 habitantes, el municipio de Augusta estaba compuesto por el 95,99 % blancos, el 0,44 % eran afroamericanos, el 1,24 % eran amerindios, el 0,36 % eran asiáticos, el 0,8 % eran de otras razas y el 1,17 % eran de una mezcla de razas. Del total de la población el 2,33 % eran hispanos o latinos de cualquier raza.